# Klaus: Câu chuyện Giáng sinh
Klaus: Câu chuyện Giáng sinh (tên gốc tiếng Anh: Klaus) là phim điện ảnh hài kịch Giáng sinh nói tiếng Anh của Tây Ban Nha năm 2019 do Sergio Pablos biên kịch và đạo diễn, và đây đồng thời cũng là phim đạo diễn đầu tay của ông. Phim do Sergio Pablos Animation Studios sản xuất, với sự hỗ trợ của Aniventure và được phân phối bởi Netflix. Đồng biên kịch bởi Zach Lewis và Jim Mahoney, phim có sự tham gia lồng tiếng của Jason Schwartzman, J. K. Simmons, Rashida Jones, Will Sasso, Neda Margrethe Labba, Sergio Pablos, Norm MacDonald và Joan Cusack. Được coi như một nguồn gốc khác của Ông già Noel so với nguồn gốc từ Nicôla thành Myra, với bối cảnh giả tưởng trong thế kỷ 19, nội dung phim xoay quanh một viên bưu tá ích kỷ và một thợ làm đồ chơi sống ẩn dật bắt tay trở thành một đôi bạn lạ kỳ, mang tới cho một thị trấn đảo lạnh lẽo và u ám niềm vui mà nơi đó cần đến vô ngần.
Klaus: Câu chuyện Giáng sinh được phát hành vào ngày 8 tháng 11 năm 2019 và nhận được nhiều lời khen ngợi từ giới chuyên môn cho phong cách hoạt họa, cốt truyện và trình diễn lồng tiếng. Phim chiến thắng 7 giải Annie, bao gồm Phim hoạt hình xuất sắc nhất tại Giải Annie lần thứ 47, và chiến thắng hạng mục Phim hoạt hình hay nhất tại Giải BAFTA lần thứ 73. Klaus: Câu chuyện Giáng sinh cũng được đề cử tại Giải Oscar lần thứ 92 cho hạng mục Phim hoạt hình hay nhất, trở thành phim hoạt hình đầu tiên của Netflix được đề cử cho Giải Oscar, cùng với Cơ thể tôi đâu rồi?, nhưng lại để mất giải vào tay Câu chuyện đồ chơi 4.

## Nội dung
Jesper Johansson là thằng con trai ích kỷ và lười biếng của ngài Cục trưởng Bưu chính giàu có. Ông đã đưa Jesper vào học viện bưu tá để đào tạo với mong muốn con trai mình có thể thay đổi. Vì học hành chểnh mảng, cha Jasper đã đẩy cậu tới thị trấn đảo xa xôi Smeerensburg với nhiệm vụ chuyển phát đủ sáu nghìn bức thư trong một năm. Nếu Jesper thất bại, cậu sẽ mất quyền thừa kế gia sản của gia đình. Khi tới Smeerensburg, Jesper gặp tên lái thuyền Mogens, và cô giáo-bán-cá Alva, người đã giải thích cho anh về cuộc đối đầu giữa hai dòng họ trên hòn đảo – nhà Enllingbo và nhà Krum – đã diễn ra bao đời nay.
Trong khi tuyệt vọng tìm kiếm người gửi thư, Jesper tìm thấy một ngôi nhà biệt lập bên ngoài thị trấn. Ở đó, cậu gặp một người rừng bí ẩn tên là Klaus, sở hữu một ngôi nhà chứa đầy đồ chơi thủ công. Kinh hoàng trước vẻ ngoài bệ rạc của Klaus, Jesper bỏ trốn và làm rơi một bức vẽ mà anh tìm thấy từ một trong những đứa trẻ của Smeerensburg. Klaus buộc Jesper dẫn anh đến ngôi nhà trong bức vẽ và bắt Jesper bí mật giao một món đồ chơi cho cậu bé trong nhà. Việc này lan đến tai những đứa trẻ khác; chúng đến gặp Jesper vì tin rằng chúng sẽ nhận được một món đồ chơi nếu gửi cho cậu một lá thư. Jesper hỏi Klaus nếu anh có thể tặng đồ chơi của mình, Klaus đồng ý với điều kiện họ phải tặng đồ chơi một cách bí mật vào ban đêm. Chẳng bao lâu sau, ngày càng nhiều trẻ em bắt đầu viết thư cho Klaus. Khi Jesper nói với chúng rằng Klaus chỉ tặng đồ chơi cho những đứa trẻ ngoan, những hành động tử tế dần xuất hiện, truyền cảm hứng cho những người dân trong thị trấn chấm dứt cuộc tranh chấp từ bao đời nay. Alva mở lại trường học của mình để giúp bọn trẻ học đọc và viết.
Dần dần Jesper và Klaus bắt đầu tặng hết số đồ chơi. Jesper cố gắng thuyết phục Klaus làm thêm đồ chơi cho kịp Giáng sinh. Klaus ban đầu từ chối, nhưng sau đó đã cùng Jesper để làm một chiếc xe trượt tuyết cho một cô gái Sámi nhỏ tên là Márgu, sống ở một nơi biệt lập với người dân trên đảo. Klaus kể cho Jesper về vợ mình, Lydia. Trước đây Klaus đã làm đồ chơi để tặng những đứa con tương lai của cặp vợ chồng, nhưng cuối cùng họ lại không thể có con và Lydia đã qua đời vì bệnh tật. Klaus nhận ra công việc của họ đã mang lại niềm vui cho lũ trẻ và đồng ý với kế hoạch Giáng sinh. Mối quan hệ của Jesper với Alva phát triển, và cậu muốn ở lại Smeerensburg.
Trong khi đó, hai trưởng tộc Aksel Ellingboe và Tammy Krum lập một thỏa thuận đình chiến tạm thời nhằm ngăn chặn Jesper và Klaus vì muốn hai gia đình nối lại mối thù truyền thống. Họ lừa cha Jesper tin rằng Jesper đã gửi đủ số thư, và ông đến đảo vào đêm trước Giáng sinh để đón con trai mình, việc này vô tình tiết lộ cho những người bạn của Jesper biết lý do ích kỷ đằng sau những nỗ lực của cậu. Trước khi rời thị trấn, cha Jesper nhận thấy sự hối hận của con trai, và ông cho phép Jesper ở lại đảo. Jesper sau đó cố gắng ngăn người dân phá hủy những món đồ chơi Giáng sinh. Alva cũng đã được lũ trẻ thông báo về âm mưu này, vì vậy cô và Klaus đã thay thế đống đồ chơi bằng mồi nhử. Trong cuộc rượt đuổi, con gái của nhà Ellingboe và con trai của nhà Krum cũng phải lòng nhau. Jesper được chuộc lỗi, và Smeerensburg trở thành một thị trấn hạnh phúc khi những người lớn tuổi trong gia đình buộc phải chấm dứt mối thù truyền thống để lo cho cuộc hôn nhân của con cái. Jesper kết hôn với Alva và nuôi hai đứa con, cậu và Klaus tiếp tục đi giao quà ở Smeerensburg trong 11 năm. Vào năm thứ mười hai, Klaus đi theo một cơn gió lên một ngọn đồi đầy nắng và biến mất, về lại với người vợ đã khuất của mình. Mỗi đêm Giáng sinh tiếp theo, Jesper lại ngồi bên cạnh lò sưởi và chờ được gặp Klaus khi linh hồn của anh tiếp tục mang đồ chơi tặng trẻ em trên khắp thế giới.

## Lồng tiếng
- Jason Schwartzman vai Jesper Johansson
- J. K. Simmons vai Klaus (Ông già Noel)
  - Simmons vai Drill Sarge
- Rashida Jones vai Alva
- Joan Cusack vai Bà Tammy Krum
- Will Sasso vai Ông Aksel Ellingboe
- Norm Macdonald vai Mogens
- Neda Margrethe Labba vai Márgu
- Sergio Pablos vai Pumpkin và Olaf
- Reiulf Aleksandersen và Sara Margrethe Oksal vai những người Saami

Ngoài ra phim còn có sự góp giọng trẻ em của Evan Agos, Sky Alexis, Jaeden Bettencourt, Teddy Blum, Mila Brener, Sydney Brower, Finn Carr, Kendall Joy Hall, Hayley Hermida, Lexie Holland, Brooke Huckeba, Matthew McCann, Tucker Meek, Leo Miller, Joaquin Obradors, Víctor Pablos, Lucian Perez, Bailey Rae Fenderson, Maximus Riegel, Emma Shannon, Ayden Soria, Sunday Sturz, Hudson West, Gordon Wilcox, Emma Yarovinskiy và Julian Zane; và giọng người lớn của Brad Abrell, Catherine Cavadini, Bill Chott, Daniel Crook, Brian Finney, Stephen Hughes, Neil Kaplan, Sam McMurray, Amanda Philipson, Alyson Reed, Dee Dee Rescher, Dwight Schultz, Lloyd Sherr, Helen Slayton-Hughes và Travis Willingham.

## Sản xuất

### Phát triển
Sau khi dựng xưởng phim riêng tại Madrid, Tây Ban Nha, đạo diễn Sergio Pablos, người từng làm việc cho các phim hoạt hình thời kỳ Phục hưng của Disney như Aladdin, Thằng gù ở nhà thờ Đức Bà, Hercules và Tarzan, quyết định sẽ phát triển một phim điện ảnh hoạt hình truyền thống mới. Pablos muốn khám phá sự thay đổi của phương pháp hoạt họa truyền thống khi không sử dụng công nghệ hoạt hình mô phỏng máy tính. Vì quyết định này, xưởng phim đã vượt qua nhiều giới hạn kỹ thuật mà phim hoạt hình truyền thống hay gặp phải, tập trung nhiều hơn vào nguồn sáng thể tích và hữu cơ để phim có hình ảnh nhìn giống 3D độc đáo mà vẫn giữ được cách vẽ 2D thủ công truyền thống. Các công cụ độc quyền từ Les films du Poisson Rouge, một công ty Pháp tại Angoulême, được sử dụng để đội ngũ sản xuất có thể tạo ra nhiều phong cách phát triển hình ảnh, với mục đích cuối cùng là thoát khỏi phong cách tiêu chuẩn của "các nhân vật trông giống như những miếng dán được đặt trên nền tranh vẽ." Nhà hoạt họa cộng sự của Disney, James Baxter, được biết tới với tác phẩm Người đẹp và quái vật, cũng làm việc cho dự án này.
Teaser đầu tiên của dự án được ra mắt vào tháng 4 năm 2015; thời điểm đó, xưởng phim đang nỗ lực tìm kiếm nhà đầu tư, đồng sản xuất và đối tác phân phối. Dự án được chào bán tại nhiều xưởng phim, tuy nhiên hầu hết đều từ chối vì "quá rủi ro."  Tháng 11 năm 2017, Netflix xác nhận hãng đã sở hữu quyền phân phối quốc tế cho Klaus: Câu chuyện Giáng sinh; cũng trong thời gian này, việc tuyển vị trí lồng tiếng cho Schwartzman, Jones, Simmons và Cusack được xác nhận cùng với lịch phát hành dự kiến vào mùa Giáng sinh năm 2019. Tháng 3 năm 2019, nhiều nguồn tin cho biết Netflix đang lên kế hoạch chay đua đề cử Oscar cho Klaus: Câu chuyện Giáng sinh tại các rạp chiếu, và đây cũng là một trong mười phim điện ảnh mà hãng đã đàm phán với các hệ thống rạp tại Mỹ cho các suất chiếu rạp giới hạn trước khi phim được phát hành trực tuyến. Ngày phát hành của phim được công bố kèm với trailer chính thức, được ra mắt vào ngày 7 tháng 10 năm 2019.
Pablos cho biết tên hòn đảo Smeerensburg trong phim là cách gọi trệch từ Smeerenburg, một cảng săn cá voi cũ của Hà Lan và Đan Mạch tại quần đảo Svalbard ở vùng Bắc Cực. Ngoài ra, Klaus: Câu chuyện Giáng sinh còn là tác phẩm tri ân tới nhà hoạt họa và duyệt cảnh Mary Lescher, người đã qua đời vào ngày 2 tháng 6 năm 2019 vì ung thư. Trước đó bà đã tham gia vào dự án này, cũng như các phim hoạt hình khác như Người đẹp và quái vật và Vua sư tử.

### Nhạc phim
"Invisible" do Zara Larsson trình bày và "How You Like Me Now?" do The Heavy trình bày được sử dụng trong phim. Trong khi đó "High Hopes" của ban nhạc Panic! at the Disco lại được sử dụng trong phần trailer.

## Phát hành
Klaus: Câu chuyện Giáng sinh được công chiếu tại một số rạp phim từ ngày 8 tháng 11 năm 2019, và được ra mắt trên nền tảng phim trực tuyến Netflix vào ngày 15 tháng 11 năm 2019. Đây là phim hoạt hình bản gốc đầu tiên được ra mắt trên Netflix.

## Đón nhận

### Lượt xem trực tuyến
Theo số liệu Netflix cung cấp cho Reuters, Klaus: Câu chuyện Giáng sinh đạt con số gần 30 triệu lượt xem trên kênh trực tuyến trong tháng đầu tiên phát hành.

### Đánh giá chuyên môn
Trên hệ thống tổng hợp kết quả đánh giá Rotten Tomatoes, phim nhận được 94% lượng đồng thuận dựa theo 63 bài đánh giá, với điểm trung bình là 7,57/10. Các chuyên gia của trang web nhất trí rằng, "Phần hoạt họa vẽ tay xinh đẹp cùng cách dẫn dắt hài hước và ấm áp đã lập tức biến Klaus: Câu chuyện Giáng sinh trở thành ứng cử viên số một cho danh sách những bộ phim kinh điển mùa lễ hội." Trên trang Metacritic, phim đạt số điểm 65 trên 100, dựa trên 13 nhận xét, chủ yếu là những lời khen ngợi.
John DeFore từ tờ The Hollywood Reporter cho Klaus: Câu chuyện Giáng sinh lời nhận xét tích cực, "Klaus: Câu chuyện Giáng sinh của Sergio Pablos đã tạo ra khởi nguyên đầy bất ngờ và lý thú về người đàn ông to lớn hay tặng đồ chơi vào mỗi đêm Giáng sinh." Peter Debruge từ tờ Variety lại đưa ra nhiều ý kiến đối lập, cho rằng tác phẩm này quá phức tạp, "Cảm hứng từ bộ phim đến từ thế giới hình ảnh lộng lẫy nhiều hơn là phần cốt truyện."

### Giải thưởng
| Giải thưởng                                    | Ngày                 | Hạng mục                                                 | Đề cử | Kết quả                           | Nguồn  |
| ---------------------------------------------- | -------------------- | -------------------------------------------------------- | --- | --------------------------------- | ------ |
| Giải Oscar                                     | 9 tháng 2 năm 2020   | Phim hoạt hình hay nhất                                  | Sergio Pablos, Jinko Gotoh và Marisa Román                                                                        | Đề cử                             | [ 20 ] |
| Giải thưởng Điện ảnh Viện Hàn lâm Anh Quốc     | 2 tháng 2 năm 2020   | Phim hoạt hình hay nhất                                  | Sergio Pablos và Jinko Gotoh                                                                                      | Đoạt giải                         | [ 21 ] |
| Liên minh các nữ nhà báo hoạt động về điện ảnh | 10 tháng 1 năm 2020  | Phim hoạt hình hay nhất                                  | Klaus: Câu chuyện Giáng sinh                                                                                      | Đề cử                             | [ 22 ] |
| Giải Annie                                     | 25 tháng 1 năm 2020  | Phim hoạt hình hay nhất                                  | Jinko Gotoh, Sergio Pablos, Marisa Román, Matthew Teevan, Mercedes Gamero, Mikel Lejarza Ortiz và Gustavo Ferrada | Đoạt giải                         | [ 23 ] |
| Giải Annie                                     | 25 tháng 1 năm 2020  | Hoạt họa nhân vật xuất sắc nhất trong phim điện ảnh      | Sergio Martins cho "Alva"                                                                                         | Đoạt giải                         | [ 23 ] |
| Giải Annie                                     | 25 tháng 1 năm 2020  | Thiết kế nhân vật xuất sắc nhất trong phim điện ảnh      | Torsten Schrank                                                                                                   | Đoạt giải                         | [ 23 ] |
| Giải Annie                                     | 25 tháng 1 năm 2020  | Đạo diễn xuất sắc nhất trong phim điện ảnh               | Sergio Pablos | Đoạt giải                         | [ 23 ] |
| Giải Annie                                     | 25 tháng 1 năm 2020  | Thiết kế sản xuất xuất sắc nhất trong phim điện ảnh      | Szymon Biernacki, Marcin Jakubowski                                                                               | Đoạt giải                         | [ 23 ] |
| Giải Annie                                     | 25 tháng 1 năm 2020  | Kịch bản phân cảnh xuất sắc nhất trong phim điện ảnh     | Sergio Pablos | Đoạt giải                         | [ 23 ] |
| Giải Annie                                     | 25 tháng 1 năm 2020  | Dựng phim xuất sắc nhất trong phim điện ảnh              | Pablo García Revert                                                                                               | Đoạt giải                         | [ 23 ] |
| Hiệp hội phê bình phim Austin                  | 6 tháng 1 năm 2020   | Phim hoạt hình hay nhất                                  | Klaus: Câu chuyện Giáng sinh                                                                                      | Đề cử                             | [ 24 ] |
| Hiệp hội phê bình phim Detroit                 | 9 tháng 12 năm 2019  | Phim hoạt hình hay nhất                                  | Klaus: Câu chuyện Giáng sinh                                                                                      | Đề cử                             | [ 25 ] |
| Giải Goya                                      | 25 tháng 1 năm 2020  | Phim hoạt hình hay nhất                                  | Klaus: Câu chuyện Giáng sinh                                                                                      | Đề cử                             |        |
| Giải Goya                                      | 25 tháng 1 năm 2020  | Bài hát trong phim hay nhất                              | "Invisible" Jussi Ilmari Karvinen, Caroline Pennell, Justin Tranter                                               | Đề cử                             |        |
| Hiệp hội phê bình phim St. Louis               | 15 tháng 12 năm 2019 | Phim hoạt hình hay nhất                                  | "Invisible" Jussi Ilmari Karvinen, Caroline Pennell, Justin Tranter                                               | Á quân (với Nữ hoàng băng giá II) |        |
| Hiệp hội hiệu ứng hình ảnh                     | 29 tháng 1 năm 2020  | Hiệu ứng hình ảnh đột phá trong phim điện ảnh hoạt hình  | Sergio Pablos, Matthew Teevan, Marcin Jakubowski và Szymon Biernacki                                              | Đề cử                             | [ 26 ] |
| Hiệp hội hiệu ứng hình ảnh                     | 29 tháng 1 năm 2020  | Nhật vật hoạt hình đột phá trong phim điện ảnh hoạt hình | Yoshimishi Tamura, Alfredo Cassano, Maxime Delalande và Jason Schwartzman cho "Jesper"                            | Đề cử                             | [ 26 ] |
| Hiệp hội phê bình phim Washington D.C.         | 8 tháng 12 năm 2019  | Phim hoạt hình hay nhất                                  | Klaus: Câu chuyện Giáng sinh                                                                                      | Đề cử                             |        |
| Giải thưởng Điện ảnh châu Âu                   | 12 tháng 12 năm 2020 | Phim hay nhất                                            | Klaus: Câu chuyện Giáng sinh                                                                                      | Đề cử                             | [ 27 ] |
| Giải Quirino                                   | 27 tháng 6 năm 2020  | Phim hoạt hình Ibero-Mỹ hay nhất                         | Klaus: Câu chuyện Giáng sinh                                                                                      | Đoạt giải                         |        |